# 공기펌프자리 엡실론

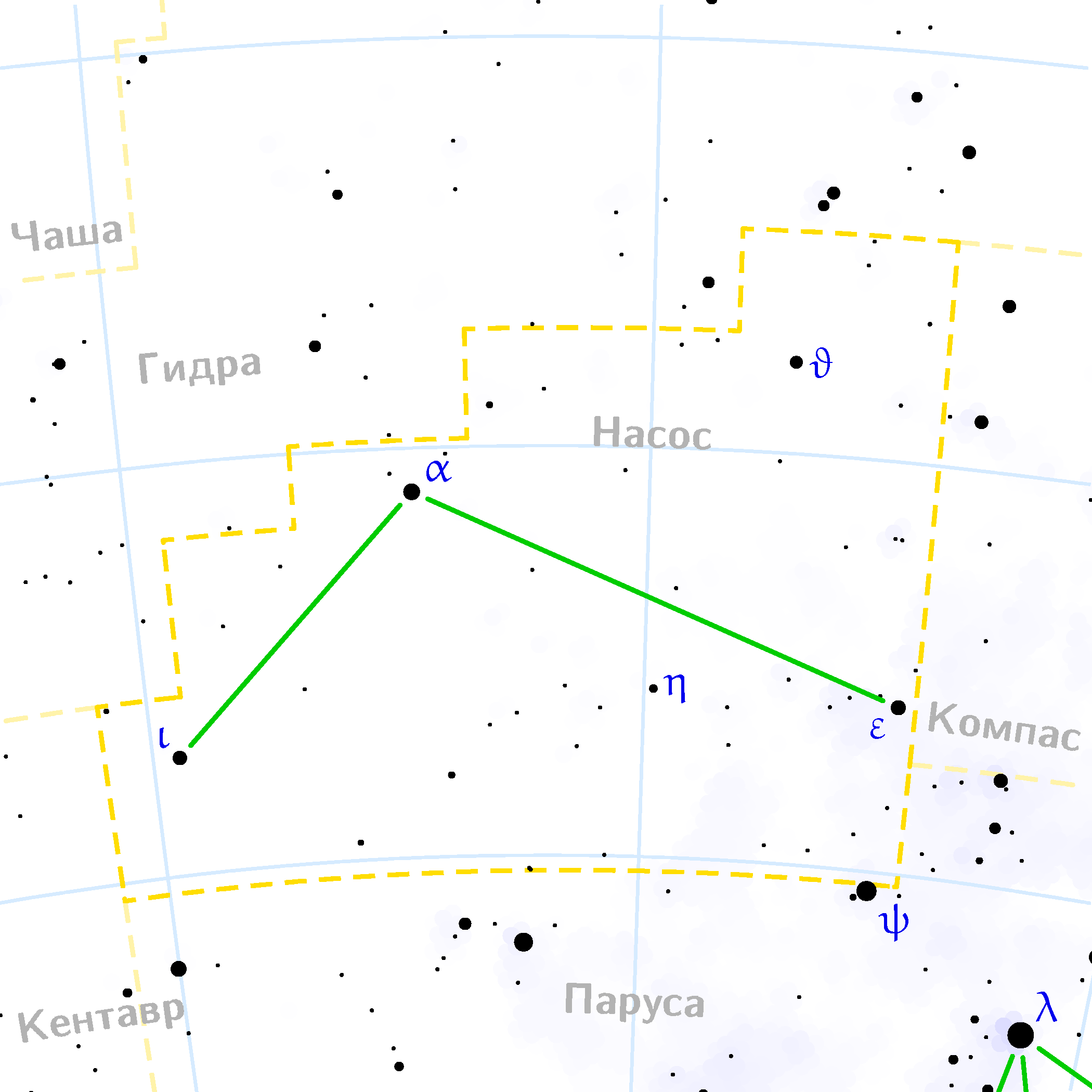

공기펌프자리 엡실론(ε Ant, ε Antliae)은 남반구 하늘의 공기펌프자리 방향에 있는 항성이다. 겉보기 등급은 +4.51이며 맨눈으로 볼 수 있다. 시차 수치로부터 구한 이 별까지의 거리는 약 710 광년이다. 히파르코스 미션 중 얻은 측광 자료에 따르면 엡실론별은 11.07941일을 주기로 0.0034등급만큼 밝기가 변하고 있다.
이 별의 분광형은 K3 IIIa로 광도 III은 거성 단계에 있음을 의미한다. 엡실론의 지름은 태양의 약 37배이다.